# Christoph Schreuer
Christoph H. Schreuer (* 13. Juni 1944 in Wien) ist ein österreichischer Jurist.

## Leben
Er erwarb 1966 den Dr. iur. an der Universität Wien, 1976 die venia legendi an der Universität Salzburg und 1979 den J.S.D. an der Yale Law School. Von 1992 bis 2000 lehrte er an der School of Advanced International Studies der Johns Hopkins University als Edward B. Burling Professor für Internationales Recht und Organisation. Von 2000 bis 2009 lehrte er als Professor für Recht an der Universität Wien, Rechtswissenschaftliche Fakultät, Abteilung für Internationales Recht und Internationale Beziehungen.

## Schriften (Auswahl)
- Die Behandlung internationaler Organakte durch staatliche Gerichte. Berlin 1977, ISBN 3-428-03888-6.
- (Hrsg.): Autorität und internationale Ordnung. Aufsätze zum Völkerrecht. Berlin 1979, ISBN 3-428-04419-3.
- mit Georg Ress: Wechselwirkungen zwischen Völkerrecht und Verfassung bei der Auslegung völkerrechtlicher Verträge. Mit Diskussion, with Engl. summaries of the reports. Heidelberg 1982, ISBN 3-8114-0682-5.
- mit August Reinisch: International protection of investments. The substantive standards. Cambridge 2020, ISBN 978-1-107-01358-2.